# Groupe d'Ur
Le Groupe d'Ur était une association ésotérique italienne née à partir de 1927, dont la série mensuelle de revues « UR » (1927-28) tire son nom. Le nom est inspiré de l'expression phonétique ur, existant en chaldéen et runique qui signifie respectivement feu et taureau ou bélier, ainsi que du préfixe « ur- » qui en allemand indique quelque chose de primordial, d'ancien.

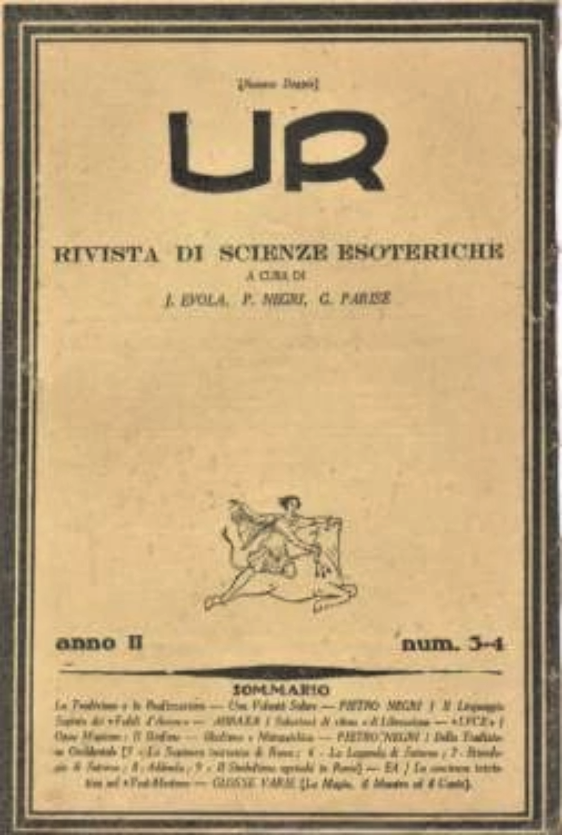
Première de couverture du magazine UR, présentant l'emblème du dieu Mithra.

## Histoire
Le Groupe apparaît officiellement en janvier 1927. Cependant, on peut déduire du roman Amo dunque sono (J'aime donc je suis) de Sibilla Aleramo, qu'elle publia cette année-là et dans lequel elle raconte son vécu sentimental et intellectuel de 1925-1926 avec Julius Evola et Giulio Parise, que le groupe initiatique était actif depuis au moins 1926.
Fondée par Julius Evola, personnage controversé en raison de ses liens avec le fascisme, le groupe contait aussi parmi ses premiers adhérents Arturo Reghini, responsable de la direction néopythagoricienne de la Schola Italica d'Armentano, et Giovanni Colazza, disciple de Rudolf Steiner, appartenant à la tradition de l'ésotérisme chrétien. Ils rassemblèrent autour d'eux divers chercheurs voués à l'ascèse initiatique, unis par le partage d'études ésotériques similaires, dont le but premier était de redynamiser la philosophie éternelle des mystères antiques.
Julius Evola fut le premier rédacteur en chef du magazine UR. La taille du Groupe est restée cachée mais elle est estimée entre douze et quinze personnes. Evola étendit rapidement son influence sur le magazine du Groupe, jusqu'à évincer Arturo Reghini et son disciple Giulio Parise à la fin de 1928. De forts désaccords personnels avec Parise avaient en effet conduit à une scission au sein du groupe lui-même, après quoi, en janvier 1929, Evola fonda un nouveau magazine appelé Krur.
Le Groupe d'Ur s'était déclaré indépendant des écoles ou tendances ésotériques formées à l'époque moderne et contemporaine, telles que la théosophie, la franc-maçonnerie, le spiritualisme, etc... se réclamant d'une Tradition universelle antérieure plutôt que de formes doctrinales particulières. Outre les hermétistes et les partisans de Giuliano Kremmerz, certains catholiques et une partie importante des adeptes de Steiner y furent également admis dont l'anthroposophie, rejetant toute forme de médiumnité, au profit d'une approche « solaire » inspire sans aucun doute une grande partie des adhérents du Groupe.

### Objectifs du groupe
Dès 1925, Evola avait espéré la formation d'une « élite spirituelle » comme remède aux troubles sociaux de l'époque, un fascisme du « pouvoir » plutôt que de la « violence », capable de guider les masses plutôt que de courir après leurs faveurs. Comme il le rapporte lui-même, l’objectif du Groupe d'Ur était double :
1. susciter une force suprasensible capable d'aider chaque membre dans le travail de développement de ses propres pouvoirs spirituels[13].
2. diriger cette force supérieure, déjà individualisée, vers l'environnement social général, en rectifiant dans les coulisses de l'histoire toutes les autres forces influentes de son époque[13].

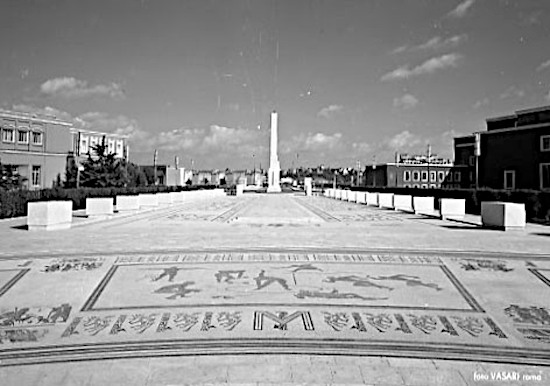
Architecture de style fasciste du Foro Italico inspirée du culte du romanisme.

Des filiales du Groupe furent établies à Rome et dans d'autres villes de la Péninsule : elles avaient pour but de développer des supposées « chaînes », (en italien "catene") c'est-à-dire des séries d'exercices spirituels ou de pratiques magiques communes conçues pour développer certaines facultés occultes. Ces chaînes étaient pensées comme des séquences d'opérations rituelles ou mentales, chacune construite autour d'un objectif spécifique. Elles sont également présentes dans d'autres traditions ésotériques, comme les Rose-Croix, et sont constituées de groupes de personnes liées par une transmission initiatique, qui se réunissent pour rétablir un contact avec le monde céleste, afin de tenter d'influencer des gens et des événements.
À cet égard, Evola note dans son autobiographie Il cammino del Cinabro (La Voie du Cinabre) comment Mussolini lui-même aurait craint le danger d'une action magique à distance contre lui de la part du Groupe UR, jusqu'à ce qu'il découvre la finalité exclusivement spirituelle des chaînes. En effet, Mussolini avait déjà subi trois attentats depuis 1926, auxquels certaines "voies" occultes n'auraient pas été étrangères. En ce qui concerne les opérations du Groupe, en réalité, selon Gary Lachman, des rituels étaient effectivement menés pour influencer le fascisme et y faire affluer l'esprit guerrier et viril de la Rome antique. Il ne s'agissait pas d'un retour au paganisme dans ses formes externes et dogmatiques, mais plutôt d'une récupération du noyau ésotérique et primordial de la tradition religieuse de la Rome antique.

### Adversaires et partisans
Le Groupe d'Ur a attiré à la fois des adversaires et des sympathisants. Dans le contexte catholique, il fut attaqué en 1927, dans les pages du Studium, par Giovanni Battista Montini, futur Pape Paul VI qui était à l'époque assistant ecclésiastique central de la FUCI, avec l'accusation «d'abus de pensée et de paroles, [.. .] d'aberrations rhétoriques, de reconstitutions fanatiques, de magie superstitieuse.
Parmi les partisans du Groupe, le groupe chercha soutien auprès de Maria de Naglowska, occultiste russe, ami d'Evola et théoricienne de la magie sexuelle, qui vécut à Rome jusqu'au milieu des années 1920. Son intégration ne fut cependant pas possible car elle s'était déjà établie en Égypte et elle n'est jamais revenue en Italie. L'anthropologue Mircea Eliade apparait également comme un spécialiste attentif des écrits ésotériques et initiatiques du groupe, comme le montre l'une de ses histoires qu'il acheva de composer en 1941. Son intérêt pour le groupe s’explique facilement par son intérêt de jeunesse pour toutes les expressions des doctrines obscures, tant occidentales qu'indiennes anciennes.
La signature des accords du Latran en 1929, avec pour conséquence la disparition des attitudes anticléricales de la part du fascisme et son rapprochement politique avec le Vatican, empêche définitivement le Groupe d'Ur de promouvoir une transformation du fascisme et provoque divers problèmes pour l'association, qui finit par se dissoudre.
Après la Seconde Guerre mondiale, une autre association tenta de reprendre l'activité du Groupe d'Ur en Italie : le Groupe Dioscuri qui opérait à Rome, Naples, Messine et Milan et qui, contrairement au Groupe d'Ur, s'intéresse à la reviviscence du paganisme italo-romain de la Via romana agli dei (voie romaine vers les dieux).
Le nom du groupe et sa signification selon GB Forster "ont sans aucun doute inspiré à Umberto Eco la définition de "l'Ur-fascisme", qu'il a décrite dans un article de la New York Review of Books en 1995, dans lequel il décrit et analyse les aspects autour desquels le fascisme se forme et se coagule.

## La revue

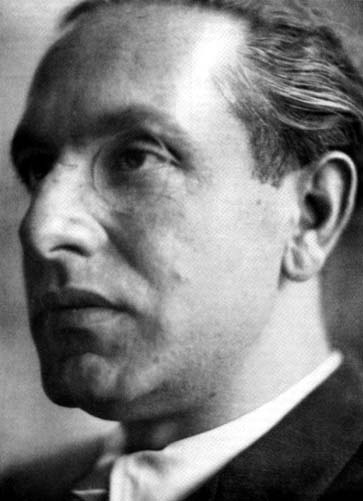
Julius Évola

Une expression du travail du Groupe d'Ur consistait en la publication d'une revue, dans laquelle les auteurs des articles signaient sous un pseudonyme, préférant mettre en avant leurs pensées plutôt que leur personne. Le directeur du magazine était Julius Evola comme on le voit sur la couverture de 1927; Sur les numéros de 1928, Evola apparait avec les "conservateurs" Pietro Negri (alias Arturo Reghini) et Giulio Parise, puis de nouveau seul à partir de 1929, lorsque le nom du magazine fut changé en KRUR.

### URetKRUR
Dans les revues UR et KRUR ont été publiés plusieurs textes hermético-alchimiques, d'autres à caractère philosophique et ritueliques d'origines très éclectiques comme par exemple :
- Le Turba philosophorum, un texte de l'alchimie médiévale.
- L'Apathanathismos, un rituel de Mithra également connu sous le nom de Grand Papyrus Magique de Paris, traduit en italien par "Luce" (G. Parise) depuis l'original grec et en le comparant à la version allemande de Albrecht Dietercich et à la version anglaise de George Robert Stow Mead. Le texte présente une introduction et un commentaire de Ea (Evola lui-même), Leo (l'anthroposophe Colazza), Luce (G. Parise) et Pietro Negri (Arturo Reghini), qui mentionne que le texte "contiendrait le seul rituel des Mystères antiques qui nous soit parvenu complet, dans un éditorial qui date très probablement du début du IVe siècle après JC" ;
- Des extraits de De Mysteriis de Jamblique,
- Les Vers dorés de Pythagore,
- Une conjuration magique païenne : Maximes de la sagesse païenne de Plotin,
- Divers textes de la Renaissance : De Pharmaco Catholico, un codex alchimique "plumbeo" italien. Les Clavis Philosophiae Chemisticae de Gerard Dorn. L'ouvrage De la dignité de l'homme de Pic de la Mirandole,
- Des textes modernes : chansons tirées du roman Le Golem et de The Green Face de Gustav Meyrink, un essai Perspectives tirées de La musique des sources d'Otokar Březina,
- des textes d'Aleister Crowley et de Giuliano Kremmerz d'origine orientale : une pièce du premier chapitre du Kulārṇava Tantra [30], quelques passages du Majjhima Nikaya, des passages du mantra tantrique Shri chakra sambhara et trois chants de Milarepa[8].

La revue paraît sous le nom d'Ur en 1927 (10 numéros, dont deux doubles) et en 1928 (8 numéros, dont quatre doubles), tandis que 1929 voit la fin de la phase opérationnelle du Groupe avec l'exclusion de Reghini et Parise, avec lesquels Aniceto Del Massa était également d'accord. Reghini et Parise furent accusés par Evola de vouloir placer la revue sous le contrôle direct de la franc-maçonnerie du Grand Orient d'Italie (dont les loges avaient pourtant déjà été dissoutes il y a des années en Italie et qui étaient en fait en exil).
La publication de la revue, toujours sous la direction d'Evola, reprend donc en 1929 sous le nom de Krur (8 numéros, dont deux doubles), publiant également des contributions d'auteurs qui l'avaient abandonné mais dont Evola possédait encore divers textes. Cela conduisit à une brève bataille juridique entre  Reghini et Evola qui accusa ce dernier de diffamation et de plagiat. Le nom du nouveau magazine est tiré du sumérien k-r, k-u-r signifiant résidence, maison, montagne et force, et son contenu comprenait également une composante nationaliste.

### Cessation de l'activité
En décembre 1929 paraît le dernier numéro de Krur, dans lequel Evola annonce officiellement la dissolution du Groupe, au sein duquel les "chaînes magiques" des deux années précédentes ne fonctionnaient plus. Evola poursuivit cependant son activité philosophique dans une nouvelle revue intitulée La Torre (la tour), dont 10 numéros furent publiés (de février à juin 1930) : elle fut ensuite contrainte de fermer, à la suite d'une intervention d'Achille Starace, en raison de certaines positions hostiles aux actions du régime fasciste.
Certains membres du Groupe Ur collaborèrent à la revue La Torre : Guido De Giorgio (sous le pseudonyme Zero), Girolamo Comi, Domenico Rudatis, Emilio Servadio. La veuve d'Arturo Onofri, décédé fin 1928, accepta la publication dans la revue d'un poème de son mari, poète et anthroposophe, qui était un ami d'Evola.

### Rééditions
Les dossiers Ur et Krur furent réédités sous la direction de Julius Evola, avec d'importantes modifications éditoriales par rapport aux textes originaux, en 1955-1956. Ils sont publiés sous la forme de trois volumes par l'éditeur Bocca, sous le titre Introduction à la Magie, avec la révision de l'orientaliste Paul Masson-Oursel. Une deuxième édition datée de 1971 et a été réalisée par Edizioni Mediterranee sous le même titre. En 1987, les éditions I Dioscuri republient de nouveau les trois volumes de Bocca. Chacune de ces trois rééditions sont affectées par les changements introduits par Evola. Dans les années 1980-19811981, la maison d'édition Tilopa de Rome publie la réimpression anastatique des numéros originaux. Cette activité éditoriale témoigne de l'intérêt que ces dossiers suscitent encore chez les occultistes et parfois dans des formations politiques majoritairement de droite.

## Les membres
Les pseudonymes derrière lesquels se cachaient les membres du groupe d'Ur ont été en partie révélés, entre autres, par les recherches de Gianfranco de Turris et de Renato Del Ponte. Voici une liste de ceux qui ont fait partie ou ont collaboré aux magazines Ur et Krur (entre parenthèses leur nom symbolique utilisé pour signer, selon l'idée de « l'impersonnalité active ») :
- Giovanni Colazza (Leo[38], et peut-être Breno et Krur)[41] anthroposophe, disciple direct de Rudolf Steiner.
- Giovanni Antonio Colonna di Cesarò (Breno et Krur[39], ou Arvo)[41],[42], anthroposophe, disciple direct de Rudolf Steiner.
- Girolamo Comi (Gic)[38], poète catholique ami d'Arturo Onofri.
- Guido De Giorgio (Havismat)[38], catholique, d'abord proche de la pensée de René Guénon, puis adepte de Padre Pio.
- Aniceto Del Massa (Sagittario[39],[41], mais selon Lacovelli se serait une identification erronée)[43], ami et disciple d'Arturo Reghini, pythagoricien[44], puis anthroposophe.
- Julius Evola (Agarda, Arvo[45], Ea, Iagla)[38].
- Nicola Moscardelli (Sirio, Sirius)[39], poète catholique inspiré par la poésie d'Onofri.
- Roggero Musmeci Ferrari Bravo (Ignis), mais son nom n’apparaît pas dans les revues.
- Arturo Onofri (Oso)[38], poète, anthroposophe.
- Giulio Parise (Luce)[38], franc-maçon.
- Ercole Quadrelli (Abraxa, Tikaipos)[38], adepte de Giuliano Kremmerz.
- Arturo Reghini (Pietro Negri[38], une seule fois sous le nom Henìocos Àristos)[46], pythagoricien et franc-maçon.
- Corallo Reginelli (Taurulus)[38], d'abord anthroposophe, puis hermétiste.
- Domenico Rudatis (Rud)[38], alpiniste ésotériste.
- Massimo Scaligero (Maximus)[38], anthroposophe, disciple direct de Giovanni Colazza, lié à Arturo Reghini dès la première moitié des années 20.
- Emilio Servadio (Es)[38], psychanalyste, poète.

L'ésotériste français René Guénon a également écrit dans la revue KRUR  sous le pseudonyme Agnostus, notamment un article sur les symboles hyperboréens du sanglier et de l'ourse, incorporé plus tard dans un de ses recueils. Il aurait inspiré quelques vers de l'auteur-compositeur-interprète Franco Battiato.
D'autres contributeurs, dont les véritables noms ne sont pas connus, ont signé sous les pseudonymes : Alba, Apro, Arom, Nilius, Primo Sole, Zam. Un autre nom énigmatique, Ekatlos, attribuable à une femme, ou peut-être à Leone Caetani, fut l'auteur d'un article intitulé "La Grande Empreinte", dans lequel il affirme que la victoire italienne lors de la Première Guerre mondiale et l'avènement ultérieur du fascisme aurait été favorisé par certains rites étrusco-romains, réalisés à la suite d'une mystérieuse découverte d'anciens artefacts magiques.
Selon Renato Del Ponte, sur la base de témoignages oraux, l'ingénieur de la commune d'Arezzo, Moretto Mori et Amerigo Bianchini, tous deux amis de Reghini, semblent avoir également fait partie du groupe Ur mais n'auraient pas écrit dans la revue. Après l'expulsion de Guido Bolaffi, Bianchini devint Grand maître de la loge "Hermès" de Florence, qui appartient à la franc-maçonnerie Italienne.

## L'approche du chemin initiatique

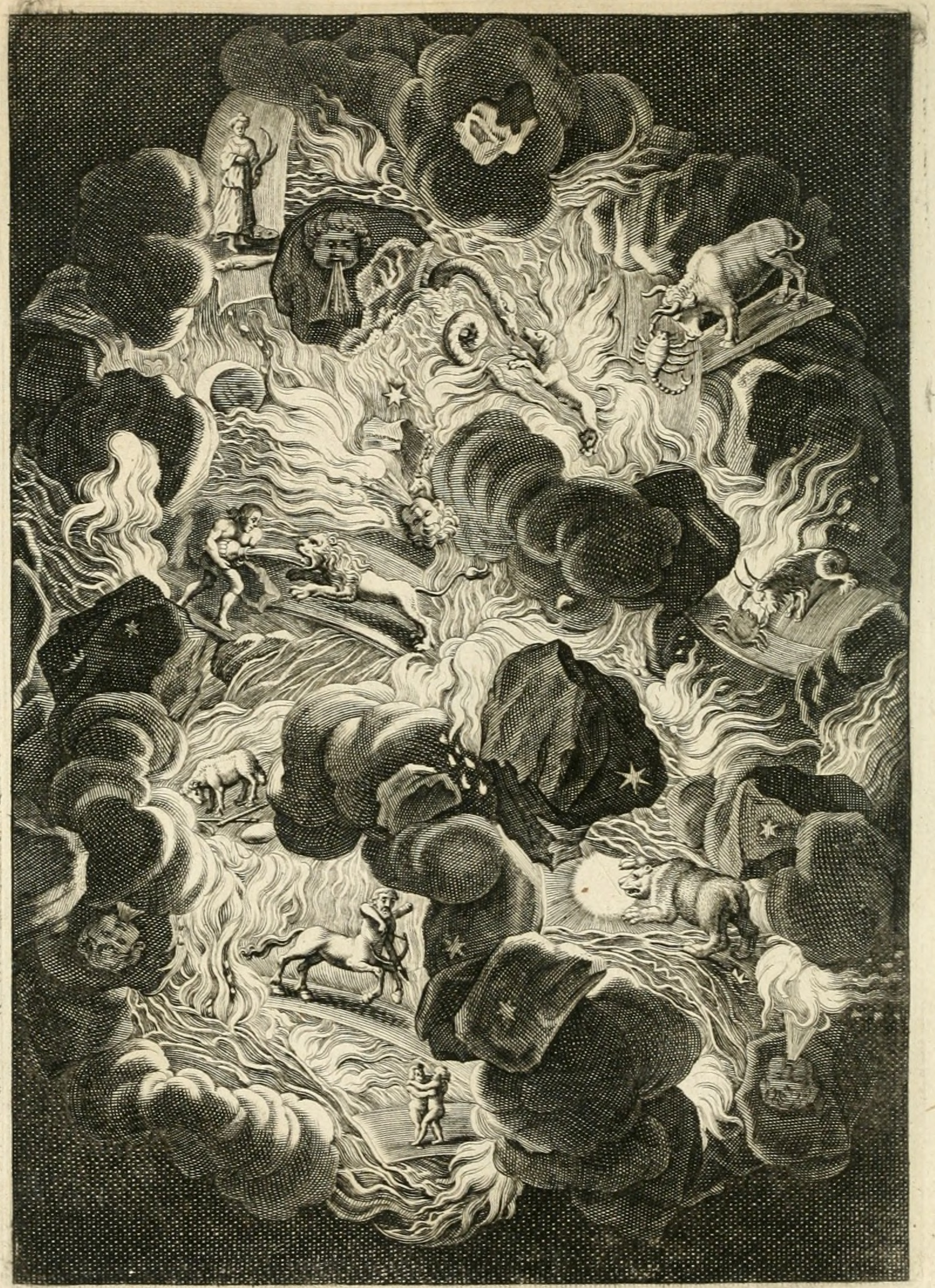
Le feu primordial, dans une estampe du XVIIe siècle.

L'approche du Groupe d'Ur de la voie magique et initiatique repose sur la distinction alchimique entre les trois principes spagyriques que sont le soufre, le mercure et le sel, considérés  comme des archétypes primordiaux opérant dans la réalité et qui se pratiquent en deux modalités de voie : la "voie sèche" et la "voie humide" :
- le soufre symbolise la volonté, la puissance ardente et solaire et renvoie à un centre fixe et immuable ;
- le mercure, représente inversement l'humidité, la passivité et la mobilité, ou la capacité d'adaptation ;
- enfin, le sel constitue l'élément médiateur entre les deux principes précédents par ailleurs inconciliables, créant le « mariage chimique ».

Le groupe d'Ur privilégiait avant tout l'élément souffre, basé sur la volonté, la détermination et le dévouement héroïque au sacré, tandis que l'aspect mercuriel, typique de l'attitude religieuse et morale du mysticisme, était peu pratiqué. L'étymologie même d'Ur dénote comment le travail magique était centré sur le régime du feu et donc sur la «voie sèche» qui, contrairement à la "voie humide", présuppose la conscience absolue du moi et de sa propre tâche : diriger lui-même sa propre ascèse de façon à détacher progressivement la conscience du support des sens physiques.
D'autre part, c'est une voie complémentaire à la voie humide, dans laquelle, comme le dit Evola, "on brûle avec de l'Eau", tandis que dans l'autre "on se lave avec le Feu".

« Dans un cas comme dans l'autre, il faut éveiller un feu, un état de vibration intense ou d'émotion qui, en nous transportant au-delà de nous-mêmes, rend possible à une force de la personnalité de briser la personnalité elle-même. Les mystiques agissent ici avec le dégoût du monde, l'angoisse, la prière, l'horreur de soi-même, la foi dans le Christ et l'ardente dévotion à Dieu.

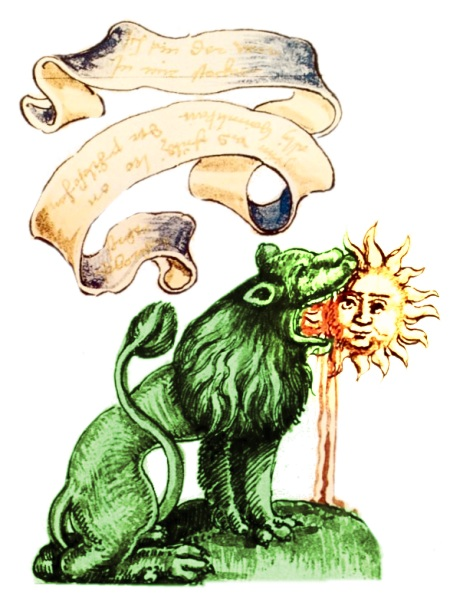
Le lion vert qui dévore le Soleil, l'un des symboles alchimiques du désir primordiale qui imprègne tout.

La caractéristique du mystique est d'attribuer à tout cela une signification religieuse et morale, plutôt que pragmatique et technique. En d'autres termes, il manque l'attitude scientifique et il manque celui qui dirige l'opération (le "régime du Feu") en sachant parfaitement pourquoi il fait ce qu'il fait - comme c'est le cas dans la "voie sèche". Considérant que le but positif est de produire cet état d'"exaltation", dans lequel se produit le "saut" et la "sortie" [...], toutes les méthodes, si elles réussissent, doivent être considérées comme également légitimes. »

— Arvo ed Ea, La dottrina esoterica dei centri segreti del corpo in un mistico cristiano (La doctrine ésotérique des centres secrets du corps chez un mystique chrétien), 1928
L'utilisation d'«eaux corrosives» ou de «solvants» pour accélérer la transformation de la conscience a fait l'objet d'avertissements particuliers de la part d'Ercole Quadrelli (Abraxa), qui met en garde contre le danger de brûler du soufre avec un un feu excessif, en raison de la soif de vie qui imprègnerait l'univers, y compris les humains, se générant et se consumant perpétuellement. Ce serait une force primordiale souvent assimilée à un dragon ou au serpent Ouroboros, qui par son enchantement donnerait vie aux êtres puis les dévorerait. Connaître ce pouvoir indifférencié, comprendre que rien n'appartient au Soi, permettrait de ne pas rester subjugué par lui pour le transmuer en instrument d'élévation spirituelle.

« La 'Matière de l'Œuvre' est ici, dans ton désir ardent, dans ta volonté profonde, plus proche de toi que tu ne l'es de toi-même. Excite-la, éveille-la. Crée-lui de la résistance. »

— Abraxa, La conoscenza delle acque (La connaissance des eaux')'

## Œuvres
- En italien : 
  - Introduzione alla magia (1971), volume primo, Roma, Mediterranee, 20044  (ISBN 9788827209592).
  - Introduzione alla magia (1971), volume secondo, Roma, Mediterranee, 20063  (ISBN 9788827201732).
  - Introduzione alla magia (1971), volume terzo, Roma, Mediterranee, 20063  (ISBN 9788827209608).
- En français : 
  - Julius Evola (trad. de l'italien par Yvonne J. Tortat, Gérard Boulanger), Tous les écrits de Ur & Krur (1927-1928-1929) : Introduction à la magie (1955) : signés Arvo, Agarda, Iagla, Archè, coll. « Itinéraires », 2 janvier 1986, 420 p. (ISBN 9788872521311)